# Рагдан
Рагдан (лек. Рагъдан) — горная вершина Главного Кавказского хребта в России (Докузпаринский район Дагестана) и Азербайджане (Габалинский район). Высота 4020 м.

## География
Рагдан стоит в ряду вершин Главного Кавказского хребта, между вершинами Базардюзю и Чарундаг. В 2,2 км к востоку от горы Рагдан на леднике, откуда начинает своё течение река Рагданчай (приток реки Мулларчай), расположена не именованная на картах точка с высотой свыше 3500 м — крайняя южная точка России.

### Климат
Средняя годовая температура 4 °C, января — 8 °C, июля — 12 °C.
Осадков — 800 мм в год.

### Почвы
Почвы горно-луговые и горно-каштановые. Склоны сильно подвержены водной эрозии.
Содержание гумуса в почве очень низкое..

## Растительность
У подножий альпийские луга, на склонах и вершине высокогорная (петрофильная) растительность. Редкими растениями являются: асфоделина жёлтая, лилия однобратственная..

## Животный мир
Среди крупных животных выделяются переднеазиатский леопард, кавказский улар. Редким видом из них является переднеазиатский леопард.

## История
Название, предположительно, восходит к лезгинскому слову «солнце».